# Linea Tsurumai

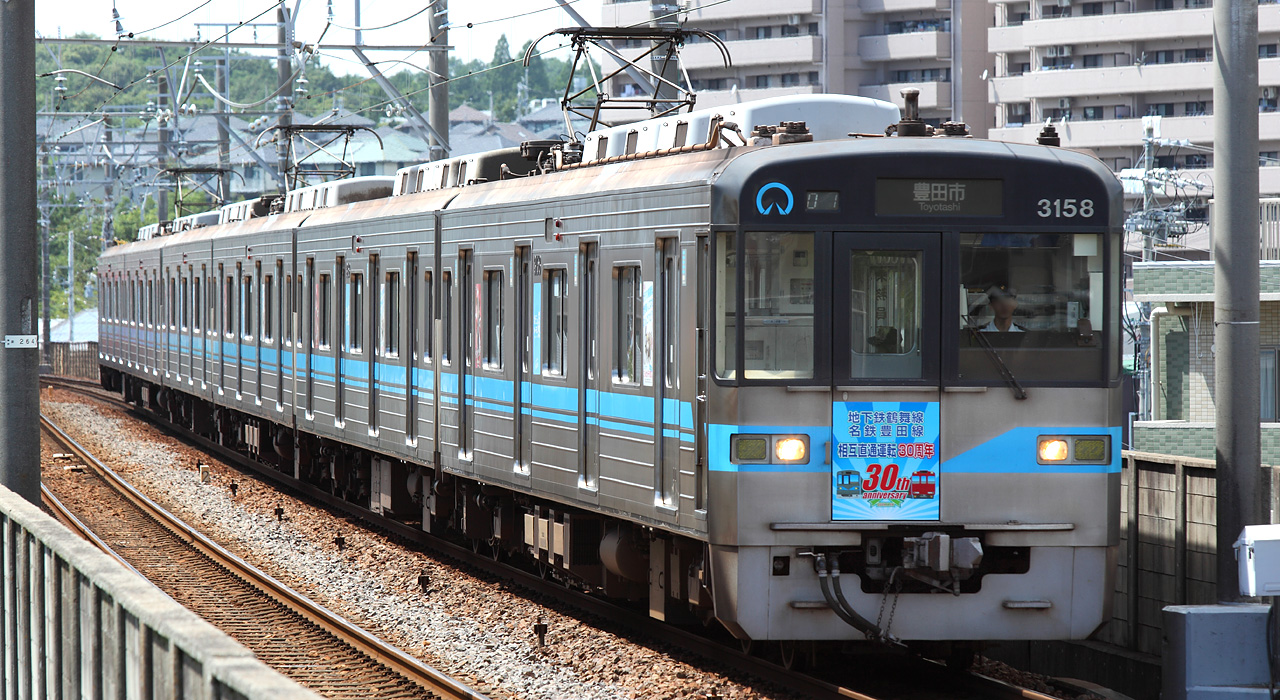
Un treno della serie 3050

La linea Tsurumai (鶴舞線?, Tsurumai-sen), ufficialmente la Linea No.3, è una delle linee della metropolitana di Nagoya, nella città di Nagoya, in Giappone.
La linea Tsurumai ha servizi diretti con le Ferrovie Meitetsu da ambo i capilinea: i treni proseguono il loro percorso sulla Linea Inuyama (lato Kami-Otai) e sulla Linea Toyota (lato Akaike).

## Stazioni
| Num.                                                                          | Nome Stazione                                 | Giapponese                                    | Distanza totale                               | Collegamenti                                                 | Posizione (tutte in Aichi)                    | Posizione (tutte in Aichi)                    |
| Servizi diretti da/per linea Meitetsu Inuyama                                 | Servizi diretti da/per linea Meitetsu Inuyama | Servizi diretti da/per linea Meitetsu Inuyama | Servizi diretti da/per linea Meitetsu Inuyama | Servizi diretti da/per linea Meitetsu Inuyama                | Servizi diretti da/per linea Meitetsu Inuyama | Servizi diretti da/per linea Meitetsu Inuyama |
| ----------------------------------------------------------------------------- | --------------------------------------------- | --------------------------------------------- | --------------------------------------------- | ------------------------------------------------------------ | --------------------------------------------- | --------------------------------------------- |
| T01                                                                           | Kami-Otai                                     | 上小田井                                      | 0.0                                           | Linea Meitetsu Inuyama Tōkai Transport Service Jōhoku (Otai) | Nishi-ku                                      |                                               |
| T02                                                                           | Shōnai Ryokuchi Kōen                          | 庄内緑地公園                                  | 1.4                                           |                                                              | Nishi-ku                                      |                                               |
| T03                                                                           | Shōnai-dōri                                   | 庄内通                                        | 2.7                                           |                                                              | Nishi-ku                                      |                                               |
| T04                                                                           | Jōshin                                        | 浄心                                          | 4.1                                           |                                                              | Nishi-ku                                      |                                               |
| T05                                                                           | Sengen-chō                                    | 浅間町                                        | 4.9                                           |                                                              | Nishi-ku                                      |                                               |
| T06                                                                           | Marunouchi                                    | 丸の内                                        | 6.3                                           | Linea Sakura-dōri (S04)                                      | Naka-ku                                       |                                               |
| T07                                                                           | Fushimi                                       | 伏見                                          | 7.0                                           | Linea Higashiyama (H09)                                      | Naka-ku                                       |                                               |
| T08                                                                           | Ōsu Kannon                                    | 大須観音                                      | 7.8                                           |                                                              | Naka-ku                                       |                                               |
| T09                                                                           | Kamimaezu                                     | 上前津                                        | 8.8                                           | Linea Meijō (M03)                                            | Naka-ku                                       |                                               |
| T10                                                                           | Tsurumai                                      | 鶴舞                                          | 9.7                                           | Linea principale Chūō Linea Kanayama (in progetto)           | Naka-ku                                       |                                               |
| T11                                                                           | Arahata                                       | 荒畑                                          | 11.0                                          |                                                              | Shōwa-ku                                      |                                               |
| T12                                                                           | Gokiso                                        | 御器所                                        | 11.9                                          | Linea Sakura-dōri (S10)                                      | Shōwa-ku                                      |                                               |
| T13                                                                           | Kawana                                        | 川名                                          | 13.1                                          |                                                              | Shōwa-ku                                      |                                               |
| T14                                                                           | Irinaka                                       | いりなか                                      | 14.1                                          |                                                              | Shōwa-ku                                      |                                               |
| T15                                                                           | Yagoto                                        | 八事                                          | 15.0                                          | Linea Meijō (M20)                                            | Shōwa-ku                                      |                                               |
| T16                                                                           | Shiogama-guchi                                | 塩釜口                                        | 16.4                                          |                                                              | Tempaku-ku                                    |                                               |
| T17                                                                           | Ueda                                          | 植田                                          | 17.6                                          |                                                              | Tempaku-ku                                    |                                               |
| T18                                                                           | Hara                                          | 原                                            | 18.4                                          |                                                              | Tempaku-ku                                    |                                               |
| T19                                                                           | Hirabari                                      | 平針                                          | 19.3                                          |                                                              | Tempaku-ku                                    |                                               |
| T20                                                                           | Akaike                                        | 赤池                                          | 20.4                                          | Linea Meitetsu Toyota                                        | Nisshin                                       |                                               |
| Servizi diretti da/verso linea Meitetsu Toyota e quindi linea Meitetsu Mikawa |                                               |                                               |                                               |                                                              |                                               |                                               |